# Сунчхон (КНДР)
Сунчхон (кор. 순천?, 順川?, корейское произношение: [sun.tsʰʌn]) — город в провинции Пхёнан-Намдо в центральной части КНДР.

## Географическое положение
Находится на реке Тэдонган.
Пхёнсон находится на юге, Юньшаньский уезд на востоке, город Кэчхон на севере, город Анджу на северо-западе и Сукчон на западе.

## История
В октябре 1950 года во время Корейской войны возле города северокорейская армия произвела массовый расстрел пленных солдат США. В декабре 1951 года прошла воздушная битва при Сунчхонемежду Королевскими австралийскими военно-воздушными силами и двумя союзниками КНДР — Китаем и СССР.
В середине 1970-х годов численность населения города составляла около 50 тыс. человек, здесь действовали производство химических удобрений, карбида, красителей; машиностроительные и пищевые предприятия, а также производство стройматериалов.
В 1977 году здесь был введён в эксплуатацию Сунчхонский цементный завод (крупнейшее предприятие цементной промышленности страны). В 1980-е годы индустриализация продолжалась, к началу 1987 года помимо цементного завода здесь действовали химический комбинат, виналоновый завод, карбидный завод, туковый завод, метаноловый завод и лесоперерабатывающая фабрика.

## Транспорт
Важный транспортный узел. Через Пхёнсон проходит железнодорожная линия Пхеньян-Расон.

## Города-побратимы
- Атунтакуи, Эквадор[4]